# Erich Kordt
Erich Kordt (* 10. Dezember 1903 in Düsseldorf; † 11. November 1969 ebenda) war deutscher Gesandter im Auswärtigen Dienst.

## Leben
Nach dem Studium der Rechtswissenschaften und der Promotion zum Dr. iur. trat Kordt, Sohn des Düsseldorfer Architekten Wilhelm Kordt († 1931), im Mai 1928 ins Auswärtige Amt (AA) ein.
Es folgten verschiedene Auslandsverwendungen, unter anderem in Genf und Bern, ehe er im Oktober 1936 Gesandtschaftsrat II. Klasse unter Botschafter Joachim von Ribbentrop in London wurde. Am 10. Juli 1937 beantragte Kordt die Aufnahme in die NSDAP und wurde zum 1. November desselben Jahres aufgenommen (Mitgliedsnummer 4.679.244). Er schloss sich auch der SS an (SS-Nummer 293.223) und wurde 1940 zum Obersturmbannführer (Oberstleutnant) im Reichssicherheitshauptamt (RSHA) befördert.
Im Zuge der Beförderungswelle vom 4. Februar 1938 wurde Ribbentrop Reichsaußenminister und Kordt wurde Leiter seines Ministerbüros.
Über seinen Bruder Theodor Kordt, der Geschäftsträger an der Deutschen Botschaft in London war, versuchte er am 6. und 7. September 1938 vergeblich, die britische Regierung zu einer Rundfunkerklärung zu veranlassen, die im Deutschen Reich als auslösendes Moment für einen von Oberstleutnant Hans Oster geplanten Staatsstreich gegen Hitler dienen sollte. Durch die nach dem Anschlag von Georg Elser am 8. November 1939 verschärften Sicherheitsbestimmungen wurde ein geplanter Anschlag von Kordt auf Hitler im Auftrag des Verschwörerkreises im Hauptquartier des Heeres in Zossen verhindert. 
Mitte Juni 1939 reiste Kordt nach London, um den ersten diplomatischen Berater der Regierung Großbritanniens Robert Gilbert Vansittart vor den schließlich zum deutsch-sowjetischen Nichtangriffspakt führenden deutsch-sowjetischen Geheimverhandlungen zu warnen.
Mit Hasso von Etzdorf und Helmuth Groscurth verfasste Kordt im Oktober 1939 die geheime Denkschrift „Das drohende Unheil“, eine Aufforderung an die militärische Führung, „Hitler ‚rechtzeitig‘ zu stürzen, da die üblichen ‚Argumente, Proteste oder Rücktrittserklärungen der militärischen Führung allein […] erfahrungsgemäß weder ein Einlenken noch Nachgeben [Hitlers, G.U.] bewirken‘ würden […]“.
Möglicherweise verbirgt sich Kordt hinter einem namentlich nicht bekannten Referenten des Auswärtigen Amtes, der auf einem Schreiben des RSHA an das AA einen Randvermerk formulierte, in dem er die „bekannt-üble Großaktion des Gauleiters Wagner(s) (6.000–7.000) aus Baden und der Pfalz“ erwähnte. Unterzeichnet war diese Bemerkung mit dem Kürzel „K.“, was der Historiker Peter Steinbach als einen Hinweis auf einen der Brüder Kordt deutet, die 1938 zu den Regimegegnern gestoßen waren.
Im November 1939 plante ein Verschwörerkreis um den bei der Abwehr beschäftigten Oberst Hans Oster die Beseitigung Hitlers. Erich Kordt erklärte sich zu einem Anschlag bereit. 
Als Vortragender Legationsrat im Auswärtigen Amt hatte er jederzeit Zugang zur Reichskanzlei und zeigte sich nun dort oft, um die Wachen an seine Anwesenheit zu gewöhnen. Gedacht war an ein Attentat mit Sprengstoff, den Oster aus einem Labor der Abwehr besorgen wollte. Am 10. November besprachen sich Oster und Kordt noch einmal. Durch die verschärfte Wachsamkeit auf Grund des Bombenattentats von Georg Elser am 8. November konnte der Sprengstoff jetzt nicht mehr entwendet werden, ohne dass sofort die Gestapo alarmiert worden wäre, sodass Oster resignierte.
Im April 1941 wurde Kordt Gesandter I. Klasse in Tokio unter Botschafter Eugen Ott und ab Oktober 1943 in Nanjing unter Botschafter Ernst Woermann.
Im Nürnberger Wilhelmstraßen-Prozess stellte Kordt im Juni 1948 seine gegen das Regime gerichteten Aktivitäten als Initiativen des angeklagten Staatssekretärs Ernst von Weizsäcker dar. Diese Darstellung behielt er auch in den 1950 erschienenen Memoiren Nicht aus den Akten bei.
Kordt habilitierte sich 1948 und war seit 1951 Privatdozent für Völkerrecht, Staatsrecht und diplomatische Geschichte an der Universität Köln. Seit 1951 war er als Ministerialrat bei der Landesregierung von Nordrhein-Westfalen tätig.
Angeblich auf persönliche Intervention des Bundeskanzlers Konrad Adenauer blieb ihm eine erneute Verwendung im Auswärtigen Dienst der Bundesrepublik Deutschland verwehrt.

## Werke
- Nicht aus den Akten …: Die Wilhelmstraße in Frieden und Krieg. Erlebnisse, Begegnungen und Eindrücke 1928 – 1945, Stuttgart: Union 1950.
- Wahn und Wirklichkeit (unter Mitw. von Karl Heinz Abshagen), Stuttgart: Union 1947.